# Rolf Schwendter

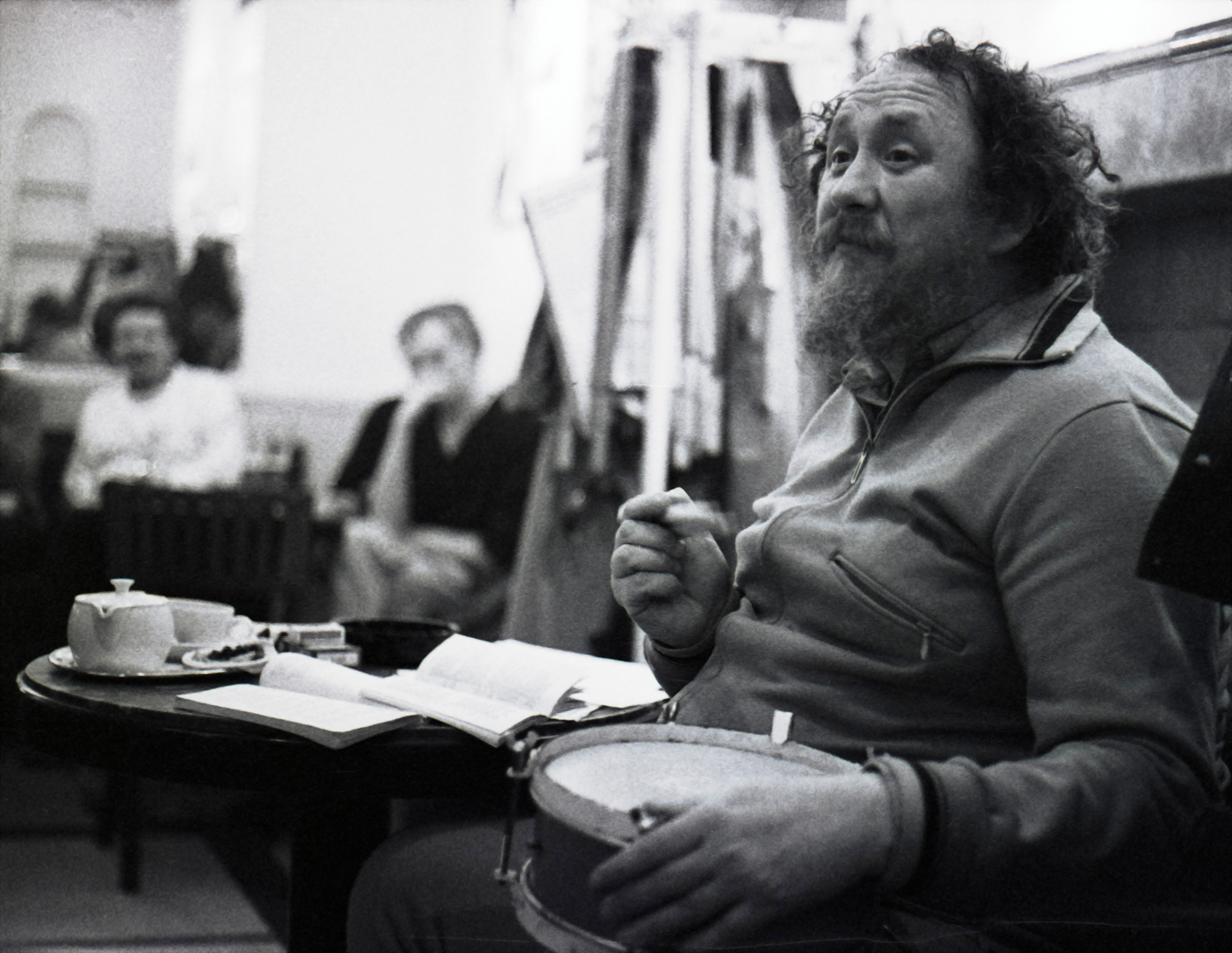
Rolf Schwendter, München 1987

Rolf Schwendter (* 13. August 1939 in Wien als Rudolf Scheßwendter; † 21. Juli 2013 in Kassel) war ein österreichischer Schriftsteller und Sozialwissenschaftler.

## Leben
Rolf Schwendter entstammte einer zweisprachigen Familie und wuchs mit Ungarisch und Deutsch als Muttersprachen in Wien auf. Dort studierte er Rechtswissenschaften, Staatswissenschaften und Philosophie und wurde in diesen drei Fächern auch promoviert: 1962 zum Dr. jur., 1965 zum Dr. rer. pol. und 1968 zum Dr. phil. – daher in 68er-Kreisen sein Spitzname „Genosse Genosse Genosse“. Er war während der Studienzeit stets auffällig unangepasst gekleidet und hatte vor seiner Namensänderung den Spitznamen „der Schess“.

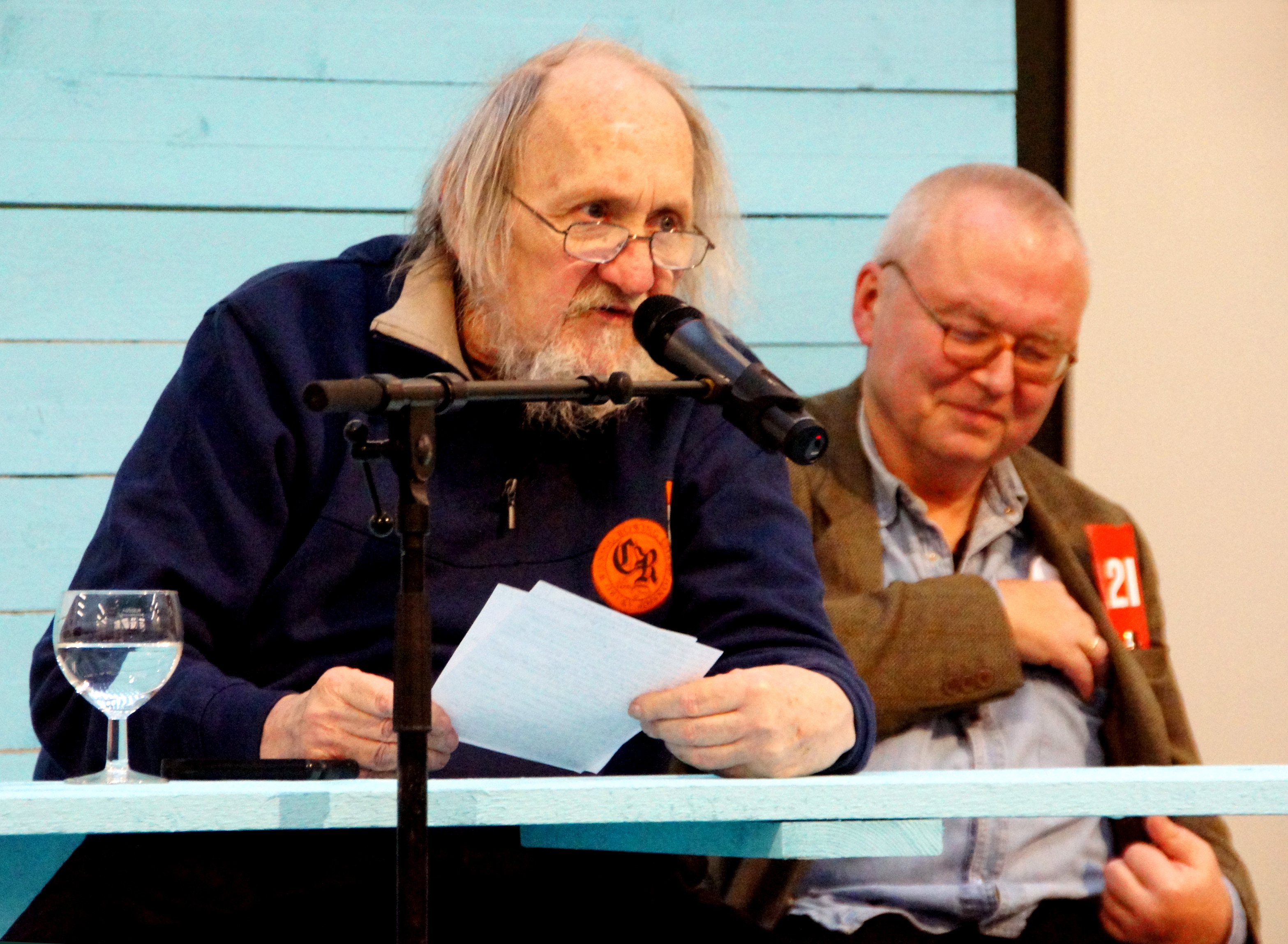
Rolf Schwendter (lesend) und Gerhard Jaschke, Wien 2013

Schwendter war in den Jahren 1959 bis 1967 Koordinator einer „Informellen Gruppe zu Wissenschaft und Kunst“. Er war 1968 bis 1970 Mitarbeiter der Zeitschrift „song“ und 1968 bis 1971 freischaffender Liedermacher. Er trat in den Jahren 1967, 1968 und 1969 bei den Waldeck-Festivals auf und 1968 bei den Internationalen Essener Songtagen. 1970 veröffentlichte er die Lieder zur Kindertrommel. Dabei setzte er auf eine „Antiästhetik, die sich den vertrauten Hörgewohnheiten entziehen sollte, um die notwendige Aufmerksamkeit zu erzielen“.
1971 erschien die erste Auflage seines Buchs Theorie der Subkultur. Von 1971 bis 1974 war er Assistent am Institut für Politische Wissenschaft der Universität Heidelberg. Von 1975 bis zur Emeritierung 2003 war er Professor für Devianz-Forschung an der Universität Kassel.

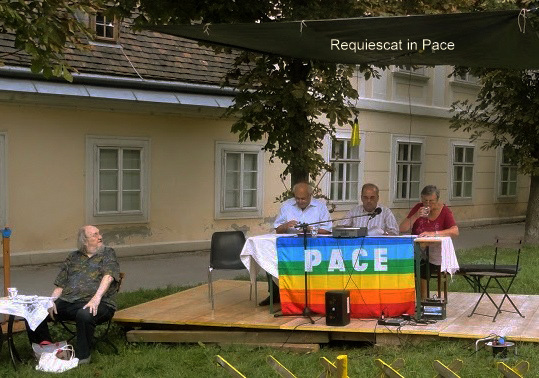
Rolf Schwendter, Wien 2011

Schwendter war eine Zentralfigur diverser Bewegungen wie der Gesundheitsläden, der deutschen Antipsychiatrie, des Mannheimer Kreises „Kritische Psychiatrie“ und des Theoriearbeitskreises Alternative Ökonomie in der Arbeitsgemeinschaft Sozialpolitischer Arbeitskreise (AG SPAK). Er baute die „Sozialpolitische Gesellschaft“ auf, betreute das jährliche Mainzer Open Ohr Festival und sang gelegentlich auf Tagungen in Evangelischen Akademien. Bis zuletzt organisierte er am 1. September in Wien Lesungen zum Antikriegs-Tag. Drei Wochen nach seinem Tod (am 13. August 2013 wäre er 74 Jahre alt geworden) veranstaltete das Erste Wiener Lesetheater in memoriam eine Lesung und Würdigung seiner Arbeiten im Weinhaus Sittl in Wien.
Er war Mitbegründer des Ersten Wiener Lesetheaters und Zweiten Stegreiftheaters und des Vereins zur Förderung alternativer Kultur e. V. in Kassel, dort damals als „Offenes Wohnzimmer“ bekannt. Von 1992 bis 2002 war er Vorstandsmitglied der „IG Freie Theaterarbeit“ in Wien und von 2001 bis 2005 Präsident der Internationalen Erich Fried Gesellschaft.
Im Jahr 1980 erschienen die Lieder zum freien Gebrauch unter dem aus dem bekannten I can’t get no satisfaction bewusst politisch eingedeutschten Titel Ich bin noch immer unbefriedigt im Rotbuch Verlag. 1996 erschien im Deuticke Verlag der Lyrikband Drizzling Fifties.
Rolf Schwendter lebte in Wien und Kassel und war Vorstandsmitglied und seit Juni 2006 Präsident der Grazer Autorinnen Autorenversammlung.
2008 erhielt Schwendter die seit 2005 vergebene Auszeichnung Marburger Leuchtfeuer für Soziale Bürgerrechte.
Er wurde am Baumgartner Friedhof (Wien) in einem ehrenhalber gewidmeten Grab bestattet.

## Werke (Auswahl)

### Sozialwissenschaftliches
- Theorie der Subkultur. Kiepenheuer und Witsch,  Köln/Berlin 1971, ISBN 978-3-462-00807-4; Neuausgabe mit einem Nachwort 7 Jahre später, Syndikat, Frankfurt am Main 1978, ISBN 978-3-8108-0071-8.
- Entwurf einer ‚Gruppe 2000‘. München/Heidelberg/Wien, Selbstverlag Hausgemeinschaft Wiesbaden, Januar–April 1974.
- Zur Geschichte der Zukunft.  Band 1: Zukunftsforschung und Sozialismus. Syndikat, Frankfurt am Main 1978/1982.
- Zur Zeitgeschichte der Zukunft. Band 2: Zeitgeschichte der Zukunft. Syndikat, Frankfurt am Main 1984.
- Grundlegungen zur [alternativen Ökonomie]. Mehrere Bände: Die Mühen der Berge, Die Mühen der Ebenen AG SPAK, Steinheim 1986.
- Schwendters Kochbuch. Orig.-Ausg. Athenäum, Frankfurt am Main 1988, ISBN 3-610-04719-4.
- Die Unmöglichkeit zu telefonieren. Essays. Freibord, Wien 1990.
- Utopie. Überlegungen zu einem zeitlosen Begriff. (Sachbuch, 119 S.) Edition ID-Archiv 1994, ISBN 3-89408-034-5. Packpapierverlag 2013, ISBN 978-3-931504-24-3.
- Gemeinsam mehr erreichen, Beiträge zur Demokratieentwicklung von unten. AG SPAK, Steinheim 1995.
- Arme essen – Reiche speisen: Neuere Sozialgeschichte der zentraleuropäischen Gastronomie. Promedia, Wien 1995, 248 Seiten, ISBN 3-900478-89-9.
- Tag für Tag. Eine Kultur- und Sittengeschichte des Alltags, Europäische Verlagsanstalt, Hamburg 1996, ISBN 3-434-50091-X.
- Einführung in die Soziale Therapie. dgvt-Verlag, Tübingen 2000, ISBN 3-87159-021-5.
- Gesellschaftsbilder des 20. Jahrhunderts., Rotbuch, Hamburg 2001.
- Subkulturelles Wien. Die informelle Gruppe (1959–1971). Promedia, Wien 2003, ISBN 3-85371-215-0.
- Vergessene Wiener Küche: Kochen gegen den Zeitgeist. Promedia, Wien 2004, 206 Seiten, ISBN 3-85371-226-6.
- Die ungarische Arme-Leute Küche. Wieser Verlag, Klagenfurt 2008, ISBN 978-3-85129-774-4.

### Literarisches
- Ich bin noch immer unbefriedigt: Lieder zum freien Gebrauch. Rotbuch, Hamburg 1980.
- Psalter. Gedichte 1970–1980. Fama, Wien 1991.
- Katertotenlieder. Mit Illustrationen von Mascha Grüne. Freibord, Wien 1987.
- Haiku. Mit Illustrationen von Mascha Grüne. EygenArt, Kriftel am Taunus 1990.
- Lesetheater. Ed. die Donau hinunter, Wien 2002, 155 Seiten, ISBN 3-901233-20-2.
- Blues auf dem Weg zum Wahnsinn: Gedichte 1963/64. Wieser Verlag, Klagenfurt 2004, ISBN 978-3-85129-487-3.
- Rosa Luxemburg im botanischen Garten und weitere Lieder zum freien Gebrauch. Grüner Zweig 183 Liederbuch, auch als Transmitter CD Grüne Kraft.
- Erstveröffentlichungen von Gedichten in: Trompete, 4 (2010) – 6/7 (2012), Theo Köppen, Peer Schröder und Katja Töpfer (Hrsg.). Edition Michael Kellner, ISBN 978-3-933444-26-4.